# 甲陽園駅
甲陽園駅（こうようえんえき）は、兵庫県西宮市甲陽園若江町にある、阪急電鉄甲陽線の駅。同線の終着駅である。駅番号はHK-30。
2003年（平成15年）度の第4回近畿の駅百選に選ばれた。

## 歴史
戦前には駅周辺に本庄京三郎が開発したカルバス温泉と呼ばれる歓楽地があり、甲陽線自体もこの行楽地への足として阪神と争って建設されたものだった。駅前には東亜キネマの撮影所もあったが、昭和に入るとこれらの行楽施設は衰退した。戦後、駅周辺は住宅地に姿を変え、昔日の面影はない。

### 年表
- 1924年（大正13年）10月1日：阪神急行電鉄（現在の阪急電鉄）甲陽線の夙川駅 - 当駅間開業により設置[3]。
- 1965年（昭和40年）6月1日：学生用のフリーパスゲートを設置[3]。日本初の試み。
- 1995年（平成7年）
  - 1月17日：阪神・淡路大震災により不通に。
  - 3月1日：復旧に伴い営業再開[3]。
- 2008年（平成20年）9月20日：駅近くで、夙川発甲陽園行き普通電車（6000系3両編成）の最後尾の車両（6110号）が脱線[2]。乗客乗員ら約20人に負傷者はなし。これ以降1号線を使用停止。
- 2010年（平成22年）8月7日：1号線を使用再開、2号線を廃止。
- 2013年（平成25年）12月21日：駅番号導入。

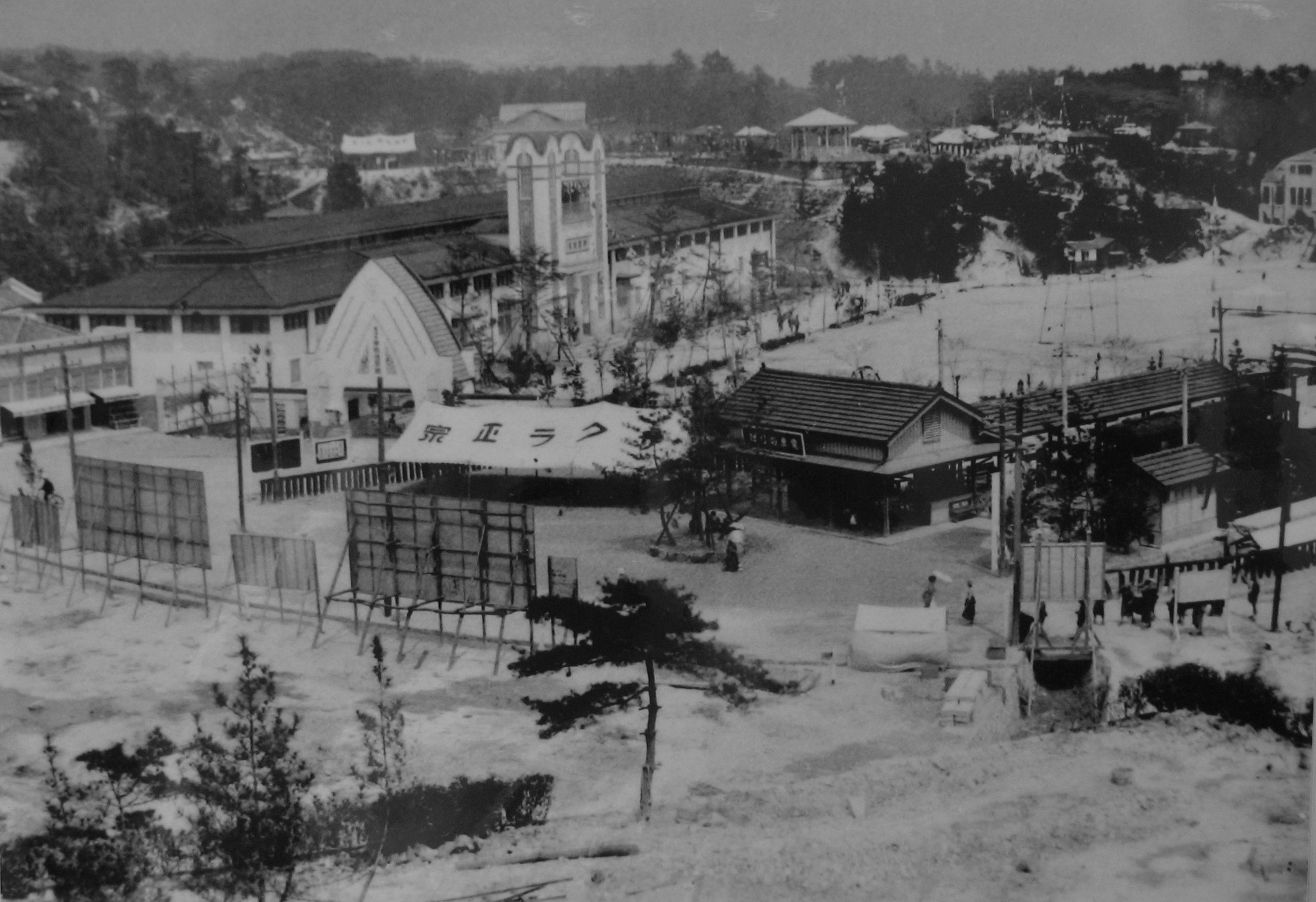
開業初期の遠景。駅舎の左の大きな建物は甲陽劇場。
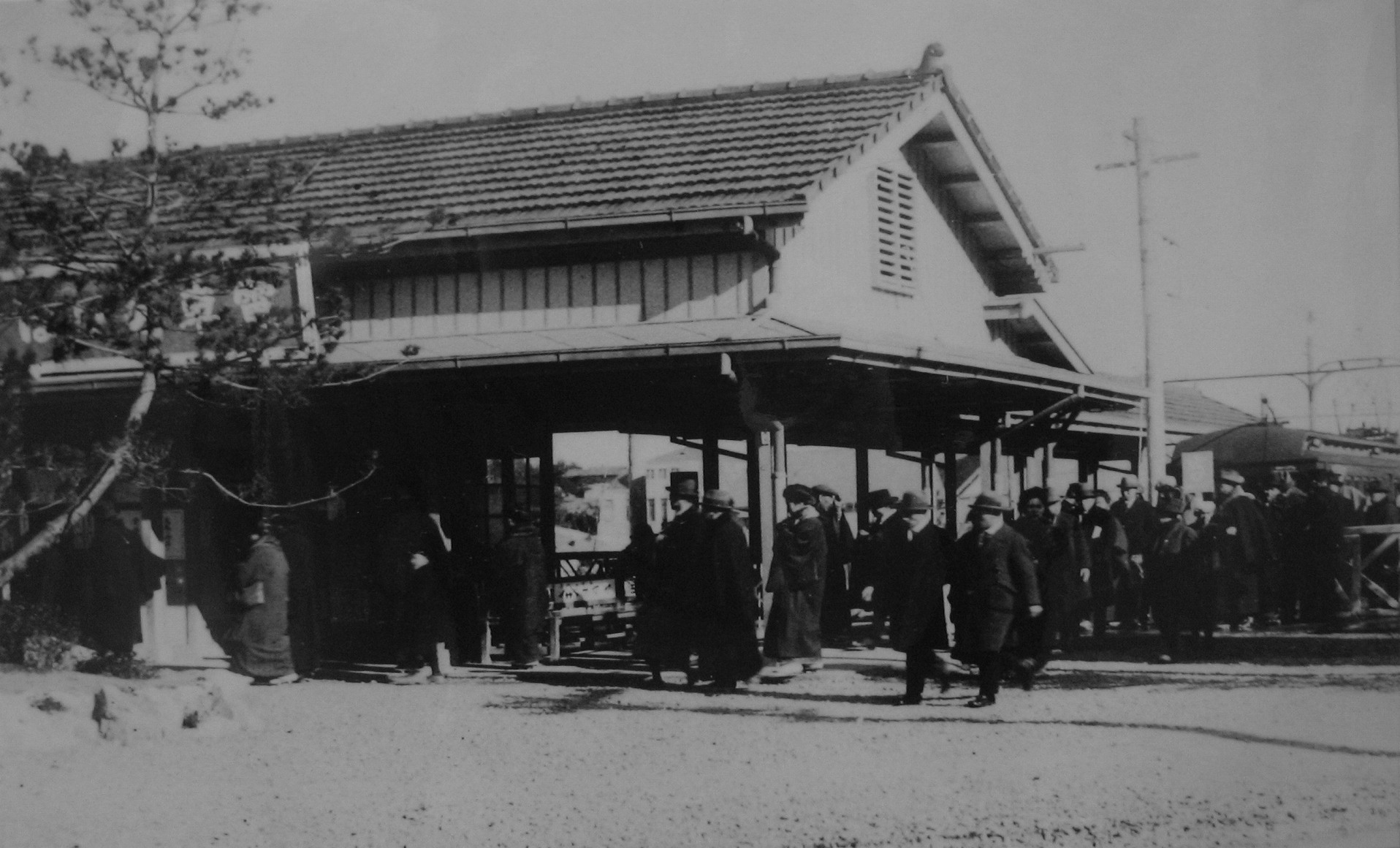
開業初期の駅舎。
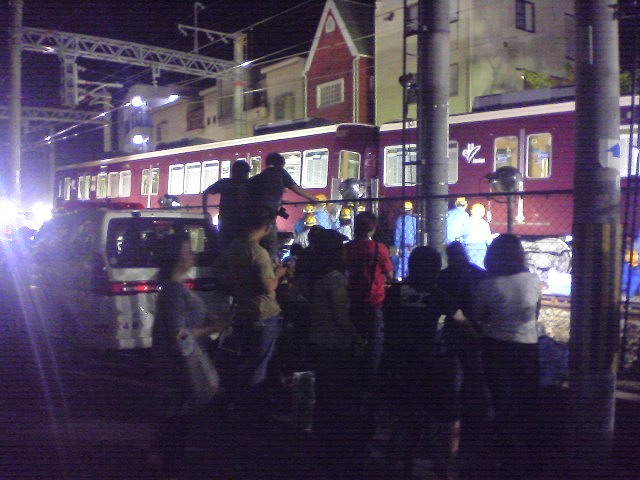
2008年9月20日に駅構内で発生した脱線事故。
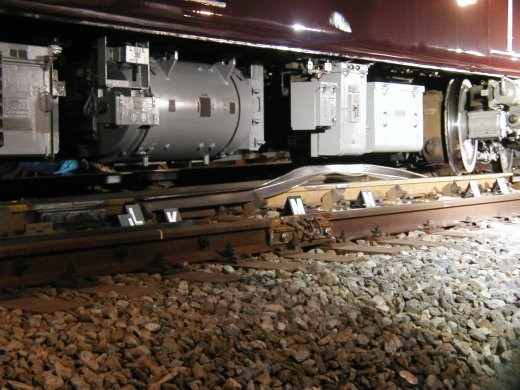
2008年9月20日に脱線した列車の台車部の様子。

## 駅構造
頭端式ホーム1面1線を有する地上駅。
かつては2面2線であった（西側ホームを含めれば3面2線）が、駅構内脱線事故以降1号線は使用停止とされ、2号線のみが使用されていた。2年後の2010年（平成22年）6月頃には分岐器を撤去の上、1号線ホームの改修工事を実施。同年8月7日からは配線変更の上2号線を廃止し1号線のみを使用する。駅は1面1線。駅舎寄りの上屋の柱は八幡製鐵所製の鋼材が使用されていたが、改修工事で全て撤去された。
トイレは改札横にある。

### フリーパスゲート
改札口の右横には、以前、制服を着用した夙川学院中学校・高等学校の生徒を対象とした学生専用出入口（フリーパスゲート）が存在した。これは、利用客との信頼関係に基づいて改札を省略し、学生が改札前に滞留することなくスムーズに通れるようにする方式で、日本初の試みであった（同時期に箕面駅、西京極駅にも導入され、その後阪急の複数の駅で導入）。甲陽学院高等学校が現在地に移転してからは当校の生徒も対象となった。不正乗車抑止の観点から、駅員が定期券等の確認に立ち会うこともあった。
2000年代前半のフェアライドシステムの導入と前後して、フリーパスゲートは廃止された。

### のりば
| 号線 | 路線    | 行先                               |
| ---- | ------- | ---------------------------------- |
| 1    | ■甲陽線 | 夙川・大阪梅田・神戸三宮・宝塚方面 |

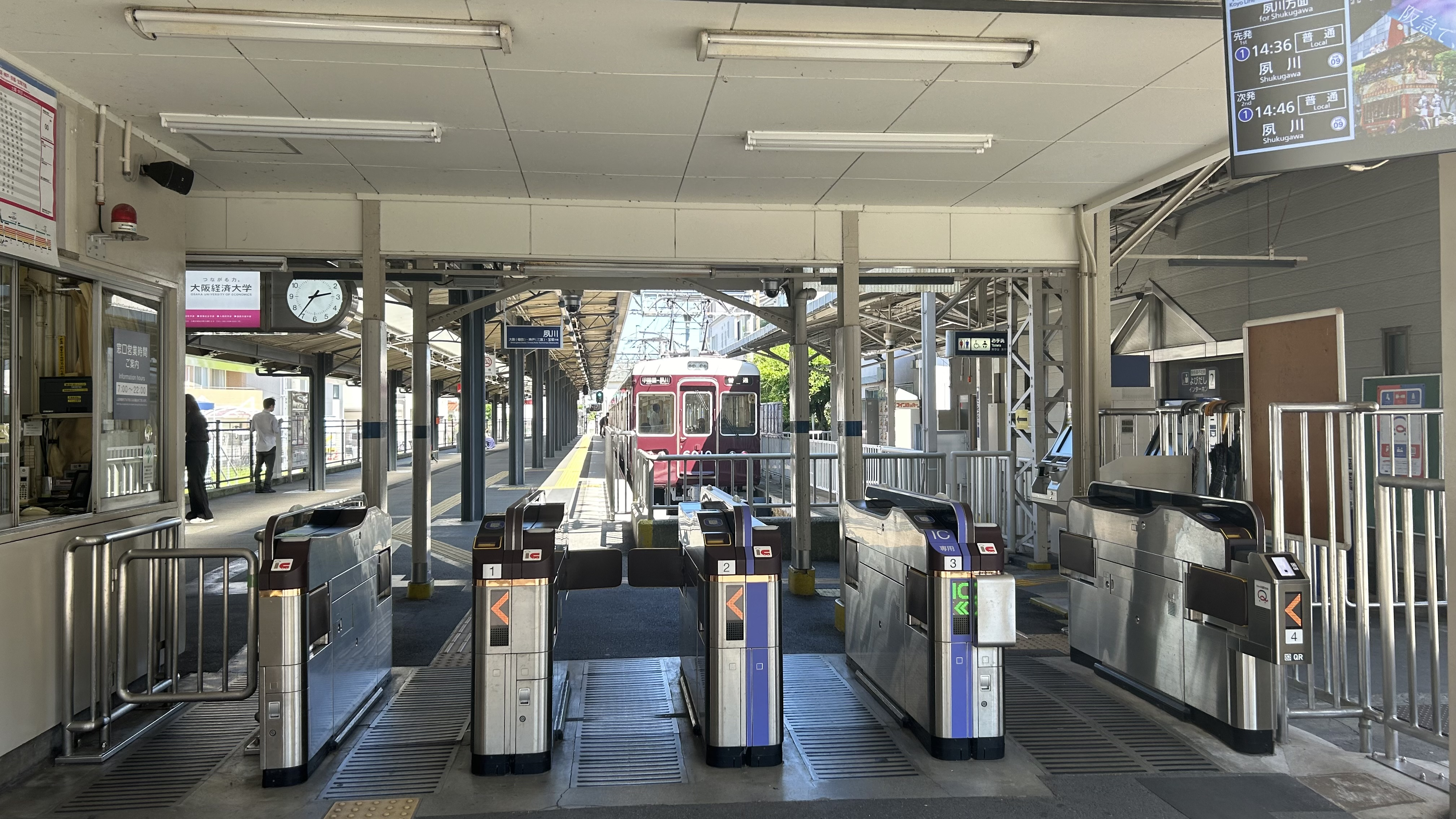
改札口
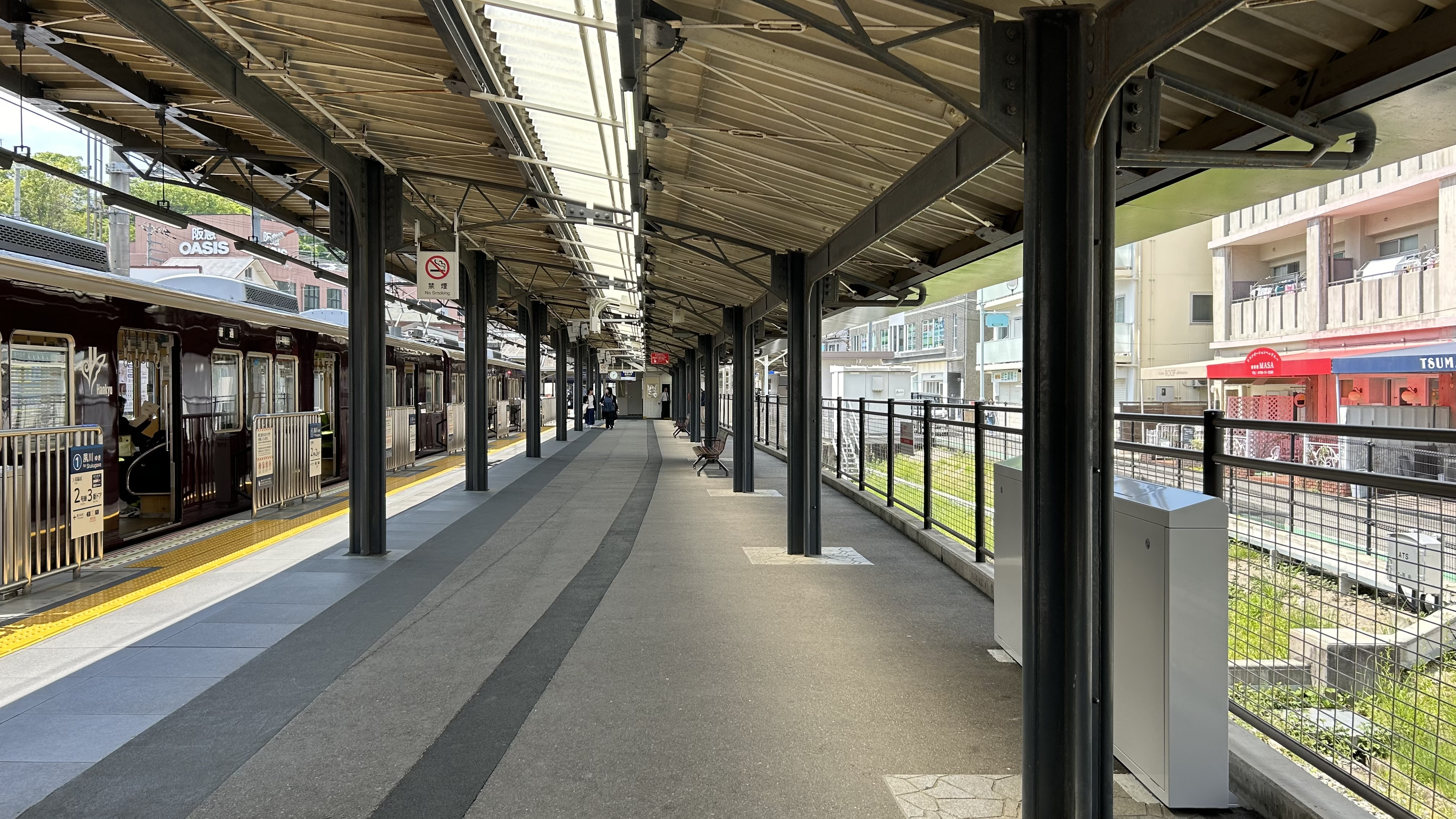
現在のホーム
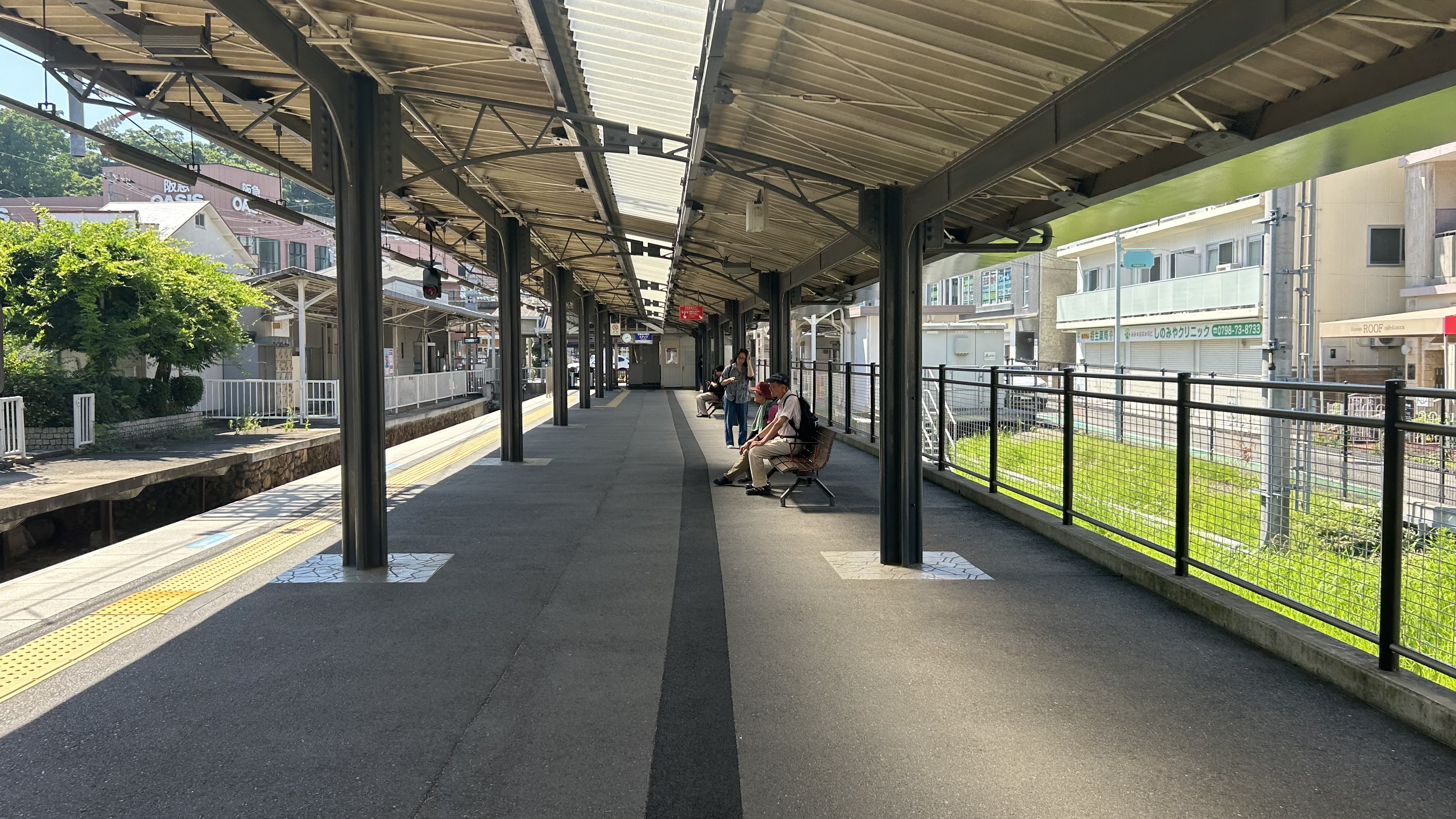
センサーゲート導入前のホーム
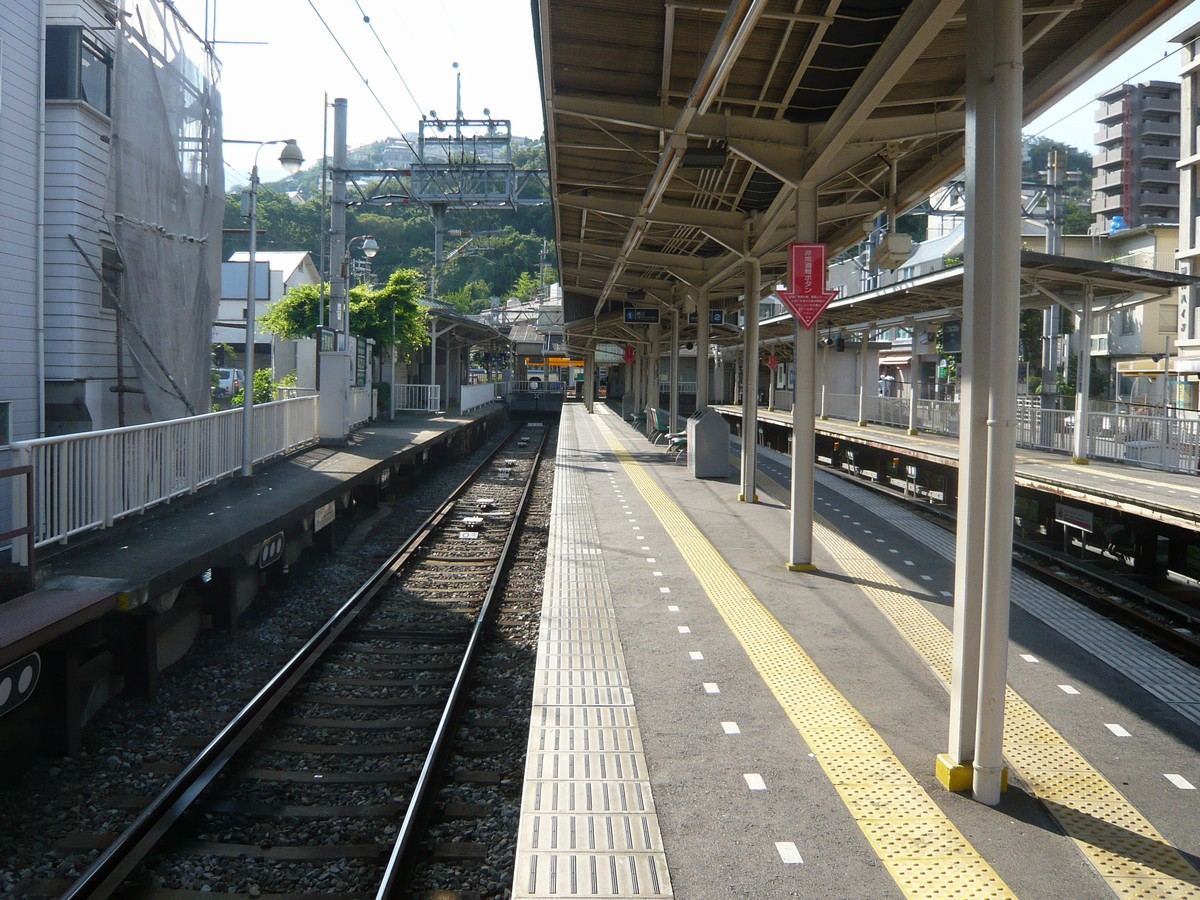
2面2線時代のホーム
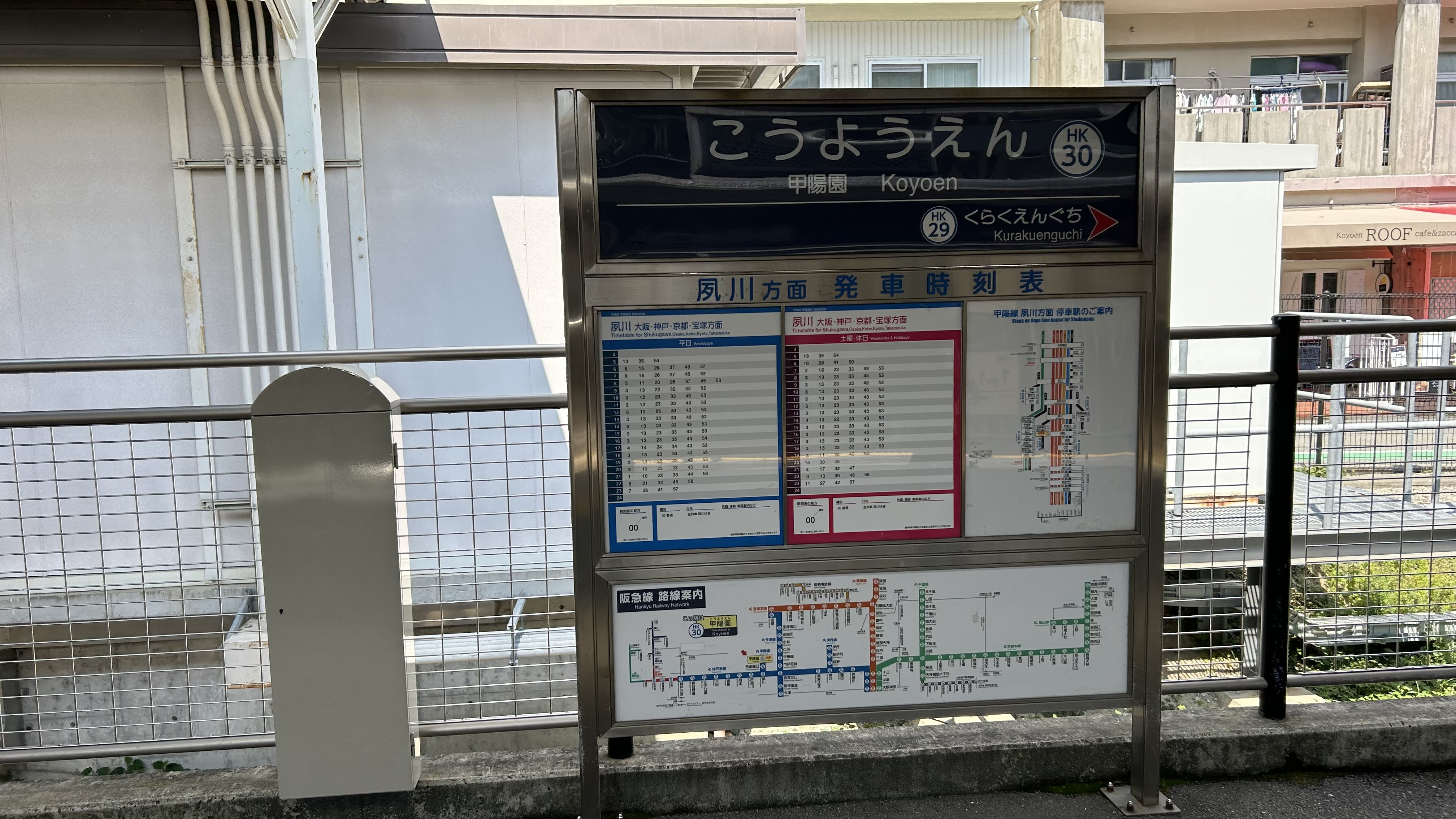
駅名標
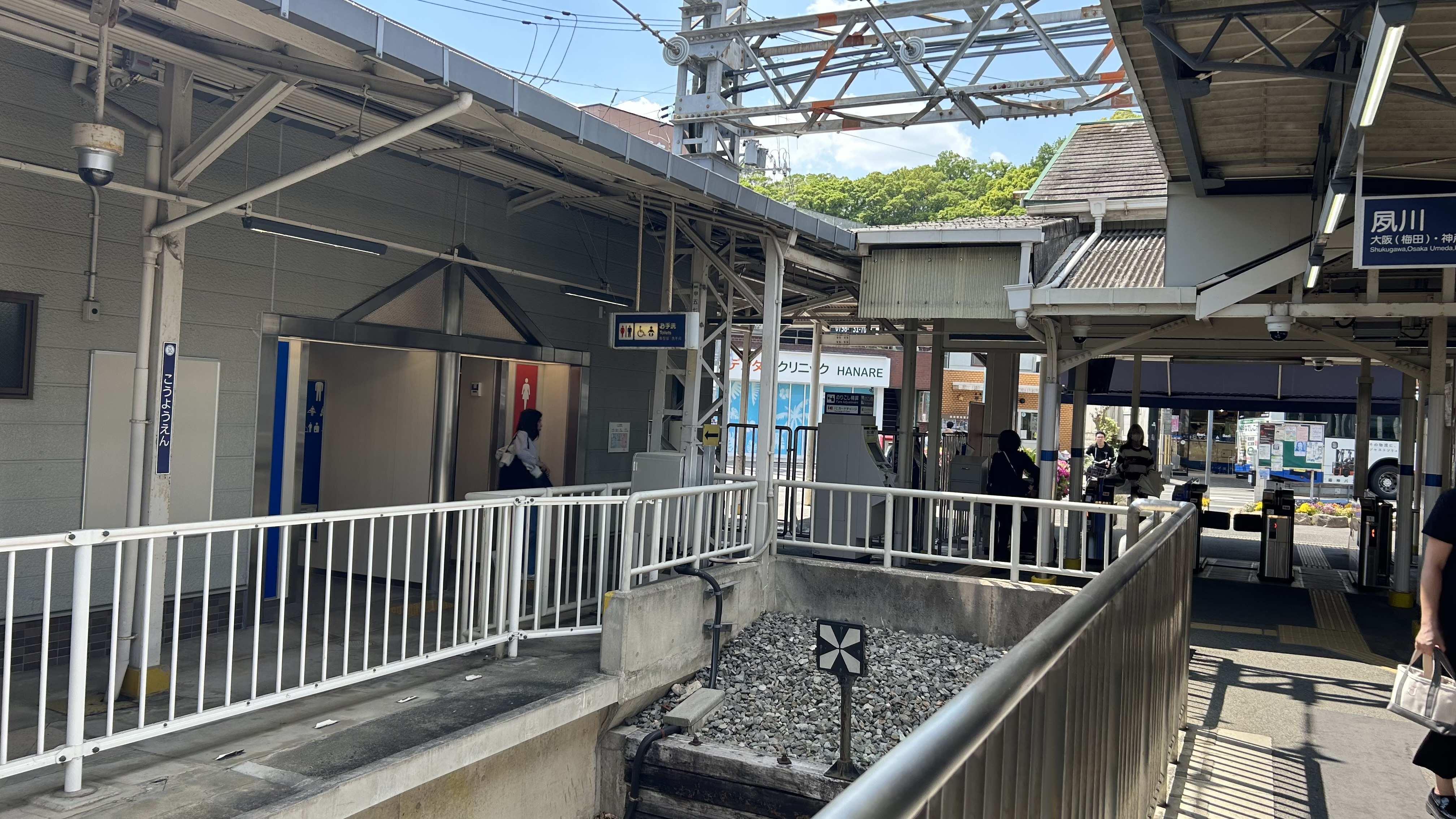
車止め
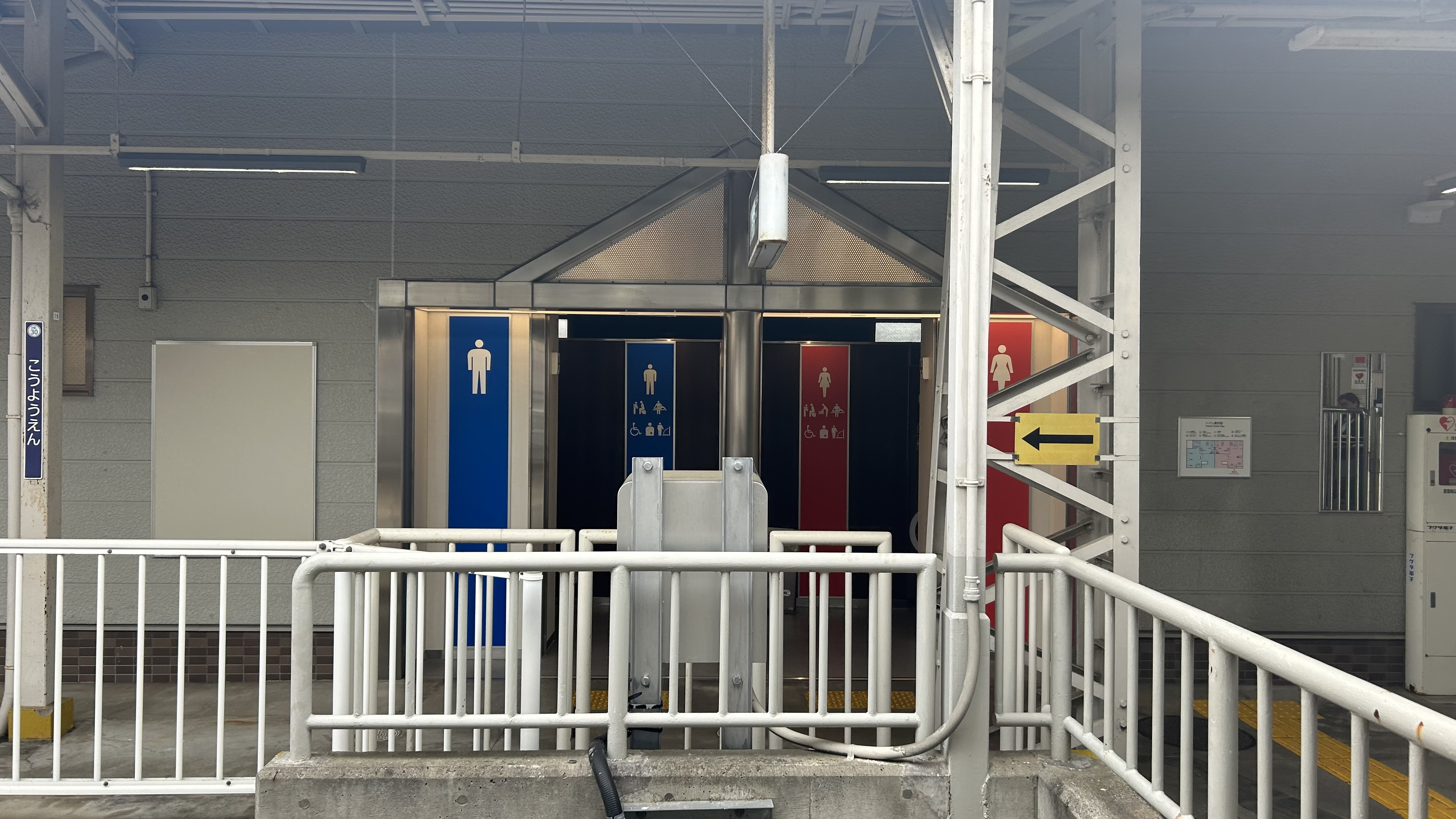
トイレ

## 利用状況
2023年（令和5年）の通年平均乗降人員は9,091人である。
以前は夙川学院中学校・高等学校の生徒や夙川学院短期大学の学生の利用が多かったが、前者は2016年に、後者は2013年に、いずれも神戸市に移転した。
各年次の1日平均利用状況の推移は下表の通り。
| 年次               | 乗降人員 | 増減率 | 順位 | 出典       |
| ------------------ | -------- | ------ | ---- | ---------- |
| 2017年（平成29年） | 10,056   |        | 68位 | [ 阪急 1 ] |
| 2018年（平成30年） | 9,894    | -1.6%  | 70位 | [ 阪急 2 ] |
| 2019年（令和元年） | 9,858    | -0.4%  | 70位 | [ 阪急 3 ] |
| 2020年（令和02年） | 7,687    | -22.0% | 70位 | [ 阪急 4 ] |
| 2021年（令和03年） | 8,079    | 5.1%   | 69位 | [ 阪急 5 ] |
| 2022年（令和04年） | 8,606    | 6.5%   | 70位 | [ 阪急 6 ] |
| 2023年（令和05年） | 9,091    | 5.6%   | 70位 |            |

### 年間乗車人員
近年の1年間の乗車人員は以下の通り。なお下表内の数値の単位は全て「千人」である。
| 年度               | 年間 乗車人員 | 出典          |
| ------------------ | ------------- | ------------- |
| 2003年（平成15年） | 2,475         | [ 西宮市 1 ]  |
| 2004年（平成16年） | 2,435         | [ 西宮市 1 ]  |
| 2005年（平成17年） | 2,296         | [ 西宮市 1 ]  |
| 2006年（平成18年） | 2,168         | [ 西宮市 1 ]  |
| 2007年（平成19年） | 2,438         | [ 西宮市 1 ]  |
| 2008年（平成20年） | 2,506         | [ 西宮市 1 ]  |
| 2009年（平成21年） | 2,613         | [ 西宮市 2 ]  |
| 2010年（平成22年） | 2,289         | [ 西宮市 3 ]  |
| 2011年（平成23年） | 2,237         | [ 西宮市 4 ]  |
| 2012年（平成24年） | 2,242         | [ 西宮市 5 ]  |
| 2013年（平成25年） | 2,324         | [ 西宮市 5 ]  |
| 2014年（平成26年） | 2,342         | [ 西宮市 5 ]  |
| 2015年（平成27年） | 2,346         | [ 西宮市 5 ]  |
| 2016年（平成28年） | 2,454         | [ 西宮市 6 ]  |
| 2017年（平成29年） | 2,440         | [ 西宮市 7 ]  |
| 2018年（平成30年） | 2,459         | [ 西宮市 8 ]  |
| 2019年（令和元年） | 2,454         | [ 西宮市 9 ]  |
| 2020年（令和02年） | 1,891         | [ 西宮市 10 ] |
| 2021年（令和03年） | 1,987         | [ 西宮市 11 ] |
| 2022年（令和04年） | 2,147         | [ 西宮市 12 ] |

## 駅周辺
周囲は甲陽園として西宮七園の一つに数えられ、阪神間における高級住宅街の一つとして有名である。
- 西宮市立甲陽園小学校
- 甲陽学院高等学校
- 兵庫県立西宮北高等学校
- 甲山
- 神呪寺
- 鷲林寺
- 兵庫県立甲山森林公園
- 北山緑化植物園
- アンネのバラの教会
- シトー会 西宮の聖母修道院
- 西宮甲陽園郵便局
- 西宮新甲陽郵便局
- ツマガリ甲陽園本店[2]

### バス路線
「阪急甲陽園駅前」停留所があり、阪神バスの路線が乗り入れる。
- 西宮山手線
  - 7-1：山手西回り（新甲陽→広田神社前→（一部JR西宮）→西宮市役所→阪神西宮）
  - 7-2：山手東回り（満池谷→常磐町→阪神西宮）

## 隣の駅
阪急電鉄
■甲陽線
苦楽園口駅 (HK-29) - 甲陽園駅 (HK-30)

### 記事本文

### 利用状況
1. 1 2  駅別乗降人員 - 阪急電鉄
2. ↑  西宮市統計書

#### 阪急電鉄
1. ↑  阪急電鉄. “駅別乗降人員（2017年 通年平均）”. 2018年9月17日時点のオリジナルよりアーカイブ。2024年12月1日閲覧。
2. ↑  阪急電鉄. “駅別乗車人員（2018年 通年平均）”. 2024年4月29日時点のオリジナルよりアーカイブ。2024年12月1日閲覧。
3. ↑  阪急電鉄. “駅別乗車人員（2019年 通年平均）”. 2024年4月29日時点のオリジナルよりアーカイブ。2024年12月1日閲覧。
4. ↑  阪急電鉄. “駅別乗車人員（2020年 通年平均）”. 2024年4月29日時点のオリジナルよりアーカイブ。2024年12月1日閲覧。
5. ↑  阪急電鉄. “駅別乗車人員（2021年 通年平均）”. 2024年4月29日時点のオリジナルよりアーカイブ。2024年12月1日閲覧。
6. ↑  阪急電鉄. “駅別乗車人員（2022年 通年平均）”. 2024年4月29日時点のオリジナルよりアーカイブ。2024年12月1日閲覧。

#### 西宮市統計書
1. 1 2 3 4 5 6  平成21年統計書 運輸及び通信 (PDF)
2. ↑  平成22年統計書 運輸及び通信 (PDF)
3. ↑  平成23年統計書 運輸及び通信 (PDF)
4. ↑  【H24統計書】運輸及び通信 (PDF)
5. 1 2 3 4  【平成28年統計書】4運輸・通信 (PDF)
6. ↑  【平成29年統計書】4運輸・通信 (PDF)
7. ↑  【平成30年統計書】4運輸・通信 (PDF)
8. ↑  【令和元年統計書】4運輸・通信 (PDF)
9. ↑  【令和2年統計書】4運輸・通信 (PDF)
10. ↑  【令和3年統計書】4運輸・通信 (PDF)
11. ↑  【令和4年統計書】4運輸・通信 (PDF)
12. ↑  【令和5年統計書】4運輸・通信 (PDF)